# 1 E12 m²
Siden indeholder en oversigt over forskellige arealers størrelse. Som en hjælp til sammenligning af størrelsesforhold mellem forskellige overfladearealer, er her en liste over områder mellem 1 million km² og 10 millioner km². For områder større end 10 millioner km², se oversigten her og områder mindre end 1 million km², se oversigten her

## 1 til 1,9
- 1.000.000 km² svarer til: 
  - Et kvadrat med sider på 1000 km
  - En cirkel med en radius på 564 km
  - Overfladen af en terning med kanter på 408 km
  - Overfladen af en kugle med en radius på 282 km
- 1.001.450 km² — Egypten (land placeret som nummer 29 efter areal)
- 1.038.700 km² — Colombia (landareal)
- 1.076.395 km² — Ontario – provins i Canada
- 1.084.390 km² — Bolivia (landareal)
- 1.099.000 km² — Bolivia (land placeret som nummer 27 efter areal)
- 1.142.000 km² — Colombia (land placeret som nummer 25 efter areal)
- 1.183.000 km² — Indre Mongoliet – autonom region i Folkerepublikken Kina
- 1.183.085 km² — Northwest Territories (område)
- 1.220.000 km² — Sydafrika (land placeret som nummer 24 efter areal)
- 1.228.400 km² — Tibet – autonom region i Folkerepublikken Kina
- 1.267.000 km² — Niger (land placeret som nummer 21 efter areal)
- 1.284.000 km² — Tchad
- 1.346.106 km² — Northwest Territories – territorium i Canada
- 1.349.129 km² — Northern Territory – territorium i Australien
- 1.365.128 km² — Quebec (landareal)
- 1.380.000 km² — Volga-flodens afløbsområde; beliggende i Rusland
- 1.500.000 km² — USA's naturbeskyttede områder totalt
- 1.542.056 km² — Quebec – provins i Canada
- 1.565.000 km² — Mongoliet (land placeret som nummer 18 efter areal)
- 1.648.000 km² — Iran (land placeret som nummer 17 efter areal)
- 1.650.000 km² — Xinjiang – autonom region i Folkerepublikken Kina
- 1.723.000 km² — Alaska – delstat i USA
- 1.730.648 km² — Queensland – territorium i Australien
- 1.759.540 km² — Libyen (land placeret som nummer 16 efter areal)
- 1.800.000 km² — Ceres – småplanet opdaget den 1. januar 1801
- 1.826.440 km² — Indonesien (landareal)
- 1.919.440 km² — Indonesien (land placeret som nummer 15 efter areal)
- 1.936.113 km² — Nunavut (område)
- 1.973.000 km² — Mexico (land placeret som nummer 13 efter areal)

## 2 til 2,9
- 2.093.190 km² — Nunavut – territorium i Canada
- 2.140.000 km² — Louisiana-købet – territorium i Nordamerika som USA købte retten til at udvikle af Frankrig i 1803
- 2.150.000 km2 — Saudi-Arabien (landareal)
- 2.175.600 km² — Grønland – verdens største ø
- 2.345.410 km² — Congo-Kinshasa (land placeret som nummer 12 efter areal)
- 2.381.740 km² — Algeriet (land placeret som nummer 11 efter areal)
- 2.500.000 km² — Middelhavet
- 2.505.810 km² — Sudan (land placeret som nummer 10 efter areal)
- 2.529.875 km² — Western Australia – territorium i Australien
- 2.725.000 km² — Kasakhstan (land placeret som nummer 9 efter areal)
- 2.754.000 km² — Caribiske Hav – hav der støder op til Atlanterhavet og ligger syd for den Mexicanske Golf
- 2.780.000 km² — Argentina (land placeret som nummer 8 efter areal) (uden krav på Antarktis og Falklandsøerne)
- 2.973.190 km² — Indien (landareal)

## 3 til 3,9
- 3.103.200 km² — Sakha (Jakutien) – selvstyrende republik i Rusland
- 3.200.000 km² — EU med 15 medlemsstater (før 1. maj 2004)
- 3.225.000 km² — Mississippi-Missouri-flodernes afvandingsområde; beliggende i USA
- 3.287.590 km² — Indien (land placeret som nummer 7 efter areal)
- 3.439.296 km² — Northwest Territories før Nunavut blev udskilt i 1999 – territorium i Canada
- 3.892.685 km² — EU med 25 medlemsstater (fra 1. maj 2004)
- 3.900.000 km² — Rupert's Land – forhenværende territorium der bestod af meget af det moderne Canada

## 4 til 4,9
- 4.000.000 km² — Oceanus Procellarum – "hav" på Månen
- 4.200.000 km² — Ariel – en af Uranus' måner
- 4.300.000 km² — Umbriel – en af Uranus' måner
- 4.400.000 km² — Charon – en af Plutos måner
- 4.949.735 km² — Ny Jerusalems område som beskrevet i Johannes Åbenbaring 21:16

## 5 til 6,9
- 6.700.000 km² — Iapetus – en af Saturns måner

## 7 til 7,9
- 7.000.000 km² — Amazonflodens afløbsområde; beliggende i Sydamerika
- 7.300.000 km² — Oberon – en af Uranus' måner
- 7.300.000 km² — Rhea – en af Saturns måner
- 7.617.930 km² — Australien (landareal)
- 7.692.024 km² — Australien (land placeret som nummer 6 efter areal)
- 7.800.000 km² — Titania – en af Uranus' måner

## 8 til 8,9
- 8.456.510 km² — Brasilien (landareal)
- 8.514.876 km² — Brasilien (land placeret som nummer 5 efter areal)

## 9 til 9,9
- 9.000.000 km² — Sahara-ørkenen i Nordafrika
- 9.326.000 km² — Kina (landareal)
- 9.597.000 km² — Kina (land placeret som nummer 4 efter areal)
- 9.629.091 km² — USA (land placeret som nummer 3 efter areal)
- 9.700.000 km² — Europa (landareal)
- 9.834.960 km² — USA (landareal)
- 9.985.000 km² — Canada (land placeret som nummer 2 efter areal)

## Ekstern henvisning
- Konverteringsmaskine mellem areal-enheder Arkiveret 10. november 2004 hos  Wayback Machine